# Uni-Air-Flug 873
Der Uni-Air-Flug 873 (Flugnummer: B7 873) war ein planmäßiger Flug der taiwanischen Fluggesellschaft Uni Air von Taipeh nach Hualien. Am 24. August 1999 ereignete sich auf diesem Flug ein schwerer Zwischenfall, als es an Bord einer McDonnell Douglas MD-90 bei der Landung zu einer Explosion kam. Ein Mensch starb an den Folgen des Unglücks.

## Flugzeug
Bei dem verunglückten Flugzeug handelte es sich um eine McDonnell Douglas MD-90, die zum Zeitpunkt des Unfalls 2 Jahre und 9 Monate alt war. Die Maschine wurde im Werk von McDonnell Douglas in Long Beach (Kalifornien) montiert und im November 1996 neu an Uni Air ausgeliefert. Das Flugzeug trug die Werksnummer 53536, es handelte sich um die Modellseriennummer 2160. Die Maschine wurde mit dem Luftfahrzeugkennzeichen B-17912 zugelassen. Das zweistrahlige Schmalrumpfflugzeug war mit zwei Triebwerken des Typs IAE V2525-D5 ausgestattet.

## Unfallhergang

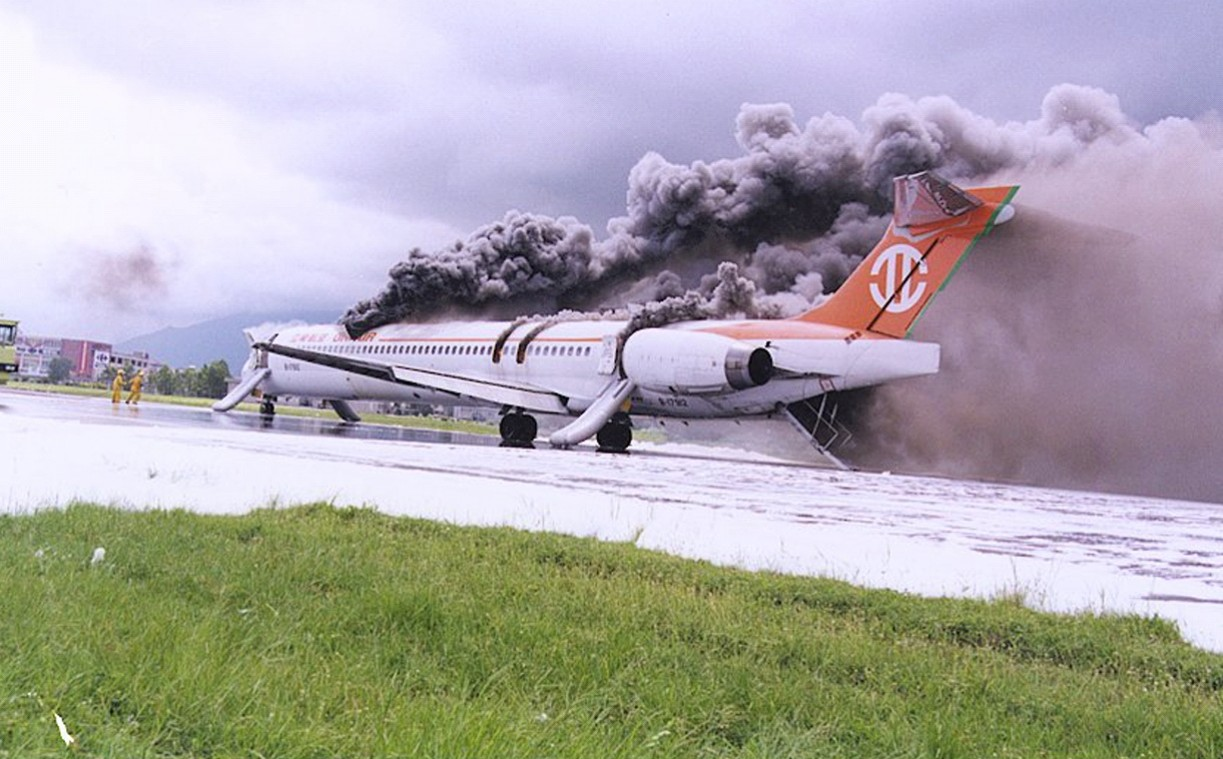
Die brennende Maschine am Flughafen Hualien

Der 25-minütige Flug vom Flughafen Taipeh-Songshan zum Flughafen Hualien war ohne besondere Vorkommnisse verlaufen. Kurz nach Aufsetzen der Maschine war ein lauter Knall aus dem vorderen Kabinenbereich zu hören, und dichter schwarzer Qualm wich aus einem der oberen Gepäckfächer auf der rechten Seite. Dämmmaterial und verkohltes Handgepäck fielen von der Decke in den Mittelgang herab.
Nachdem die Maschine zum Stillstand gekommen war, wurde eine zügige Evakuierung eingeleitet. Die Flughafenfeuerwehr brauchte mehr als eine Stunde, um den Brand unter Kontrolle zu bekommen. Ein Passagier starb an den Folgen des Zwischenfalls, 28 Personen wurden verletzt. Die Maschine wurde als Totalverlust abgeschrieben.

## Ursache und juristische Aufarbeitung
Die Unfallermittler fanden in Reihe 7, und damit eine Reihe vor dem Explosionsherd in Reihe 8, ein abgerissenes oberes Drittel einer Bleichmittelflasche, dem ein Geruch von Autobenzin anhaftete. Es stellte sich heraus, dass ein Passagier eine hochgradig brennbare Substanz mit an Bord genommen hatte. Im Abschlussbericht wurde vermerkt, dass es sich dabei um zwei Flaschen Haushaltsbleichmittel gehandelt habe. In einer späteren Anklageschrift war die Rede von zwei Bleichmittelflaschen, die mit Benzin befüllt waren. Das Distriktgericht beschuldigte den Taiwaner Ku Chin-shui, einen bekannten Zehnkämpfer, die beiden Flaschen befüllt, mit Silikon versiegelt und sie seinem Neffen für den Flug mitgegeben zu haben. Die Flaschen seien im Flug undicht geworden, wodurch sich ein hochentzündliches Sauerstoff-Benzin-Gemisch in dem Gepäckfach bildete. Ein anderer Passagier hatte darüber hinaus eine Motorradbatterie in seinem Gepäck verstaut, an deren Polen jeweils Kabelstücke mit Drahtenden befestigt waren. Bei der Landung sei es aller Wahrscheinlichkeit nach zu einem Kurzschluss an der Motorradbatterie gekommen, indem sich die Kabelenden berührten und das Gemisch entzündet wurde.
Der nach Ansicht des Gerichts verantwortliche Ku Chin-Shui wurde zu einer Haftstrafe von siebeneinhalb Jahren verurteilt, gegen die er im Juli 2003 in Revision ging. Da die Anklage gegen den Beschuldigten äußerst lückenhaft war, ordnete das Oberste Gericht eine nochmalige Untersuchung an.

## Folgen
In dem Untersuchungsbericht wurde auch die Sicherheitspolitik auf taiwanischen Flughäfen bemängelt. Zu dem Unfall war es gekommen, weil auf einem Flug gleich zwei Passagiere potenzielle Gefahrgüter – Flaschen mit Benzin und eine Motorradbatterie – mit an Bord nehmen konnten, die miteinander eine explosive Reaktion erzeugt hatten. In der Folge wurde die Kontrolle mit an Bord genommener Flüssigkeiten verschärft.

## Ähnlicher Zwischenfall
Der Flugunfall bei Alotau 1995 geht ebenfalls auf eine Explosion von illegal als Frachtstücke beförderter Gefahrgüter zurück.

## Mediale Rezeption
Der Zwischenfall wurde in der ersten Folge der 20. Staffel der Fernsehsendung Mayday – Alarm im Cockpit verfilmt, die am 9. Januar 2020 erstausgestrahlt wurde. Der Titel der Folge lautete Explosive Touchdown (Explosion beim Aufsetzen).